# Woqooyi Galbeed
Woqooyi Galbeed er en officiel territorial enhed i det nordvestlige Somalia, hvor hovedbyen er Hargeysa. Woqooyi Galbeed grænser op til Etiopien og de somaliske territoriale enheder Awdal, Sanaag og Togdheer samt Adenbugten.
9°35′N 44°2′Ø / 9.583°N 44.033°Ø